# レイモンド・ベッグ
レイモンド・ベッグ（Percy Raymond Begg AO、1898年10月10日 - 1983年1月18日）はオーストラリアの矯正歯科医、アデレード大学歯学部教授、ベッグ法の開発者として知られる。
ワシントンD.C.のスミソニアン博物館、シカゴのアメリカ歯科医師会図書館、アデレード大学PR Begg博物館にて
ベッグ法についての常設展示がなされている。
1935年に歯科医師となり、1981年にはオーストラリア勲章（Officers of the Order of Australia, AO）を受勲、死後にはパリを拠点とするピエールフォシャールアカデミーにて17人目の（そしてオーストラレイアでは1人目の）殿堂入りとして選ばれた。
1954年にベッグ法について最初に発表、その後多くの改良がなされ、1961年にはほぼ現在のベッグ法の大筋が完成した。